# STS-100
STS-100 est la seizième mission de la navette spatiale Endeavour et la neuvième mission vers la Station spatiale internationale (ISS).

## Équipage
- Kent V. Rominger (5), Commandant  États-Unis de la NASA
- Jeffrey S. Ashby (2), Pilote  États-Unis de la NASA
- Chris Hadfield (2), Spécialiste de mission  Canada du CSA
- Scott E. Parazynski (4), Spécialiste de mission  États-Unis de la NASA
- John L. Phillips (1), Spécialiste de mission  États-Unis de la NASA
- Umberto Guidoni (2), Spécialiste de mission  Italie de l'ESA
- Yuri Lonchakov (1), Spécialiste de mission  Russie du RSA

Le chiffre entre parenthèses indique le nombre de vols spatiaux effectués par l'astronaute, STS-100 inclus.

## Paramètres de la mission
- Masse :
  - Navette au lancement : 103 506 kg
  - Navette à vide : 99 742 kg
  - Chargement : 4 899 kg
- Périgée : 377 km
- Apogée : 394 km
- Inclinaison : 51,6°
- Période : 92,3 min

### Amarrage à la station ISS
- Début : 21 avril 2001, 13 h 59 min UTC
- Fin : 29 avril 2001, 17 h 34 min UTC
- Temps d'amarrage : 8 jours, 3 heures, 35 minutes

### Sorties dans l'espace
- Hadfield et Parazynski  - EVA 1
- Début de EVA 1 : 22 avril 2001 - 11h45 UTC
- Fin de EVA 1 : 22 avril 2001 - 18h55 UTC
- Durée : 7 heures, 10 minutes

- Hadfield et Parazynski  - EVA 2
- Début de EVA 2 : 24 avril 2001 - 12h34 UTC
- Fin de EVA 2 : 24 avril 2001 - 20h14 UTC
- Durée : 7 heures, 40 minutes

## Objectifs
Installation du bras robotisé   Canadarm 2 qui servira de plateforme pour le montage ou les différentes réparations.
Mission logistique vers l'ISS.